# 坊子村 (利津县)
坊子村，中华人民共和国山东省东营市利津县北宋镇所辖行政村。位于利津县西南部。全村人口72户，254人(2010年底)。耕地面积410亩。行政区划代码370522101268。